# Pianokonsert (Grieg)

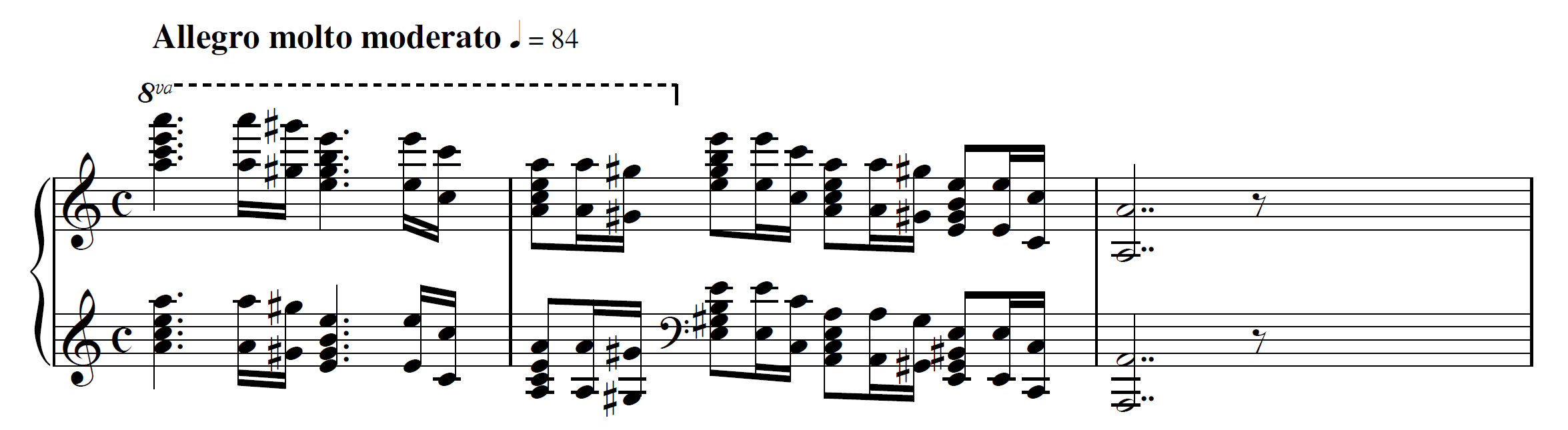
Inledningen till Griegs pianokonsert i a moll

Pianokonsert i A moll, opus 16, av Edvard Grieg. Den är Griegs enda fullbordade pianokonsert, ett av hans mest framförda verk och anses vara en av världens mest populära pianokonserter. 

## Historik
Grieg skrev verket huvudsakligen 1868, i Søllerød, Danmark. Uruppförandet skedde 3 april 1869 i Köpenhamn med Edmund Neupert som solist. När Franz Liszt spelade upp verket på piano (inkluderande övriga stämmor) vid Griegs besök i Rom 1870 gav han strålande lovord om dennes arbete, men föreslog några förändringar, som emellertid inte är fullt införda i den slutgiltiga versionen. Verket hade premiär i flera länder under de följande åren och gavs ut i tryck 1872. Liszt inspirerade Grieg att föra in en ny dimension i verket och han hann bearbeta verket åtminstone 7 gånger och det är den sista versionen från 1907 som vanligen brukar användas idag. 
1909 blev denna den första pianokonsert som gavs ut som grammofoninspelning. Delar av verket har använts i otaliga filmer, TV-serier och scenproduktioner, bl.a. Lolita.

## Stil och delar
Grieg har använt vissa melodiska effekter som är typiska för norsk folkmusik, som inte sällan gjordes inom nationalromantiken. Konserten anses också vara influerad av Robert Schumann och bär vissa likheter med dennes pianokonsert i A moll (op. 54). Grieg hade lyssnat på hans änka Clara Schumanns tolkning av denna i Leipzig omkring 1858, när han studerade där. En av Griegs lärare, Wenzel, hade varit Schumanns vän.
Verket består av tre satser:
1. Allegro molto moderato (a-moll) 1. satsen (fil)
2. Adagio (Dess-dur) 2. satsen (fil)
3. Allegro moderato molto e marcato – Quasi presto – Andante maestoso (a-moll → F-dur → a-moll → A-dur) 3. satsen (fil)

Griegs instrumentering innehåller:
två flöjter, två oboer, två klarinetter, två fagotter, två horn, två trumpeter, tre tromboner, pukor, violiner, violor, celli och kontrabasar. 

## Kända inspelningar
- Krystian Zimerman och Berlinfilharmonikerna, dirigent Herbert von Karajan (Deutsche Grammophon 1993)
- Lilya Zilberstein och Göteborgs symfoniorkester, dirigent Neeme Järvi (Deutsche Grammophon 1999)
- Leif Ove Andsnes och Berlinfilharmonikerna, dirigent Mariss Jansons (EMI).